# 安東辰也
安東 辰也（あんどう たつや、1978年10月28日 - ）は、日本のキックボクサー。龍栄武舘及川道場所属。WMF世界ライト級チャンピオン。
2005年にプロデビューした。
2010年6月13日、masaruに判定勝利して、WMF世界ライト級チャンピオンとなった。